# Lijst van voetbalinterlands Ierland - Tsjechië
Deze lijst van voetbalinterlands is een overzicht van alle officiële voetbalwedstrijden tussen de nationale teams van Ierland en Tsjechië. De landen speelden tot op heden acht keer tegen elkaar. De eerste ontmoeting, een vriendschappelijke wedstrijd, werd gespeeld in Dublin op 5 juni 1994. Het laatste duel, eveneens een vriendschappelijke wedstrijd, vond plaats op 29 februari 2012 in de Ierse hoofdstad.

## Wedstrijden
| № | Plaats  | Datum             | Competitie           | Wedstrijd          | Uitslag |
| - | ------- | ----------------- | -------------------- | ------------------ | ------- |
| 1 | Dublin  | 5 juni 1994       | Vriendschappelijk    | Ierland – Tsjechië | 1 – 3   |
| 2 | Praag   | 24 april 1996     | Vriendschappelijk    | Tsjechië – Ierland | 2 – 0   |
| 3 | Olomouc | 25 maart 1998     | Vriendschappelijk    | Tsjechië – Ierland | 2 – 1   |
| 4 | Dublin  | 23 februari 2000  | Vriendschappelijk    | Ierland – Tsjechië | 3 – 2   |
| 5 | Dublin  | 31 maart 2004     | Vriendschappelijk    | Ierland – Tsjechië | 2 – 1   |
| 6 | Dublin  | 11 oktober 2006   | EK 2008 kwalificatie | Ierland – Tsjechië | 1 – 1   |
| 7 | Praag   | 12 september 2007 | EK 2008 kwalificatie | Tsjechië – Ierland | 1 – 0   |
| 8 | Dublin  | 29 februari 2012  | Vriendschappelijk    | Ierland – Tsjechië | 1 – 1   |

## Samenvatting
| Competitie        | Totaal gespeeld | Winst Ierland | Gelijk | Winst Tsjechië | Doelsaldo Ierland – Tsjechië |
| ----------------- | --------------- | ------------- | ------ | -------------- | ---------------------------- |
| EK-kwalificatie   | 2               | 0             | 1      | 1              | 1 − 2                        |
| Vriendschappelijk | 6               | 2             | 1      | 3              | 8 − 11                       |
| Totaal            | 8               | 2             | 2      | 4              | 9 − 13                       |

## Details

### Derde ontmoeting
| Vriendschappelijk (Olomouc, Tsjechië, 25 maart 1998): |       |               |
| Tsjechië | 2 – 1 | Ierland       |
| Vladimír Šmicer 49' Edvard Lasota 76' | goals | 9' Gary Breen |
| - Debuut van Tomáš Poštulka en Tomáš Votava voor Tsjechië. - Debuut van Graham Kavanagh, Alan Maybury, Mark Kinsella, Damien Duff, Rory Delap en Robbie Keane voor Ierland. |       |               |

### Vierde ontmoeting
| Vriendschappelijk (Dublin, Ierland, 23 februari 2000):                                                       |       |                              |
| Ierland | 3 – 2 | Tsjechië                     |
| Karel Rada 16' (e.d.) Ian Harte 43' Robbie Keane 87'                                                         | goals | 4' Jan Koller 35' Jan Koller |
| - Debuut van Paul Butler (Sunderland) voor Ierland. - Debuut van Tomáš Rosický (Sparta Praag) voor Tsjechië. |       |                              |

### Achtste ontmoeting
| Vriendschappelijk (Dublin, Ierland, 29 februari 2012): |       |                 |
| Ierland                                                | 1 – 1 | Tsjechië        |
| Simon Cox 87'                                          | goals | 50' Milan Baroš |
| - Debuut van James McClean (Sunderland) voor Ierland.  |       |                 |